# Fridolin Dreßler
Fridolin Dreßler (* 5. Januar 1921 in Bamberg; † 1. April 2013 in München) war ein deutscher Bibliothekar, Handschriftenforscher und Landeshistoriker.

## Leben
In Bamberg absolvierte Dreßler das Neue Gymnasium Bamberg. Auf das Studium der Fächer Geschichte, Deutsch und Latein an der Philosophisch-Theologischen Hochschule Bamberg und an der Universität Würzburg folgte 1951 die Promotion in Würzburg bei Michael Seidlmayer. Korreferent der Dissertation über Petrus Damiani war Otto Meyer.
Nach der Bibliotheksausbildung wirkte er von 1954 bis 1967 an der Staatlichen Bibliothek Bamberg (heute Staatsbibliothek Bamberg), seit 1959 als ihr Direktor. 1965 organisierte er die Umsiedlung der Staatsbibliothek Bibliothek aus dem ehemaligen Jesuitenkollegium (dem heutigen Hochschulgebäude An der Universität 2) in die Neue Residenz am Domplatz. Mit dem Gewinn von Raumkapazität für Magazine und Verwaltungsräume wurden der Bibliothek völlig neue Entwicklungsmöglichkeiten hin zur Forschungsbibliothek eröffnet. Die vorhandenen Materialien von und zu E. T. A. Hoffmann entwickelte er zu einem Schwerpunkt der Bamberger Sammlungen. Von Teilen des 1887 bis 1912 erschienenen Kataloges der Handschriften der Königlichen Bibliothek zu Bamberg von Friedrich Leitschuh und Hans Fischer besorgte er eine Neuausgabe. Hierzu steuerte er 1966 einen Ergänzungsband mit den Erwerbungen seit 1912 bei.
Von 1959 bis 1967 war er verantwortlich für die Herausgabe der Berichte des Historischen Vereins Bamberg. Im Jahr 1967 übernahm er die Leitung der Handschriften- und Inkunabelsammlung der Bayerischen Staatsbibliothek in München. 1972 wurde er zum Generaldirektor der bayerischen Staatlichen Bibliotheken berufen, von 1973 bis 1985 war er Herausgeber des Bibliotheksforums Bayern. Am 30. Januar 1986 wurde er in den Ruhestand verabschiedet.
Dreßler war Mitglied der Kommission für bayerische Landesgeschichte bei der Bayerischen Akademie der Wissenschaften. Ihm wurde das Verdienstkreuz 1. Klasse der Bundesrepublik Deutschland und der Bayerische Verdienstorden verliehen.